# Stictoptera repleta
Stictoptera repleta là một loài bướm đêm trong họ Noctuidae.